# Cyanogeenbromide
Cyanogeenbromide is een pseudohalogeen-verbinding met als brutoformule CNBr. De stof komt voor als kleurloze, naaldvormige en vluchtige kristallen en wordt vaak gebruikt voor het modificeren van biopolymeren, eiwitten en peptiden op specifieke plaatsen te splitsen en als uitgangsstof voor de synthese van tal van andere stoffen.

## Synthese
Cyanogeenbromide kan bereid worden via de oxidatie van natriumcyanide met dibroom, waarbij cyanogeen als intermediair optreedt.
{\displaystyle \mathrm {2\ NaCN\ +\ Br_{2}\ \longrightarrow \ C_{2}N_{2}\ +\ 2\ NaBr} }
{\displaystyle \mathrm {C_{2}N_{2}\ +\ Br_{2}\longrightarrow \ 2\ CNBr} }
Een alternatieve methode is de oxidatie van een thiocyanaat met dibroom:
{\displaystyle \mathrm {SCN^{-}\ +\ 4\ Br_{2}\ +\ 4\ H_{2}O\ \longrightarrow \ CNBr\ +\ 7\ Br^{-}\ +\ SO_{4}^{2-}\ +\ 8\ H^{+}} }

## Structuur en eigenschappen
Hoewel de formule doorgaans genoteerd wordt als CNBr, is het broomatoom eigenlijk via een enkele binding met koolstof verbonden (en dus niet aan stikstof). Tussen koolstof en stikstof bevindt zich een drievoudige binding, kenmerkend voor een cyanide. De verbinding is lineair en tamelijk polair. De polariteit van de verbinding heeft tot gevolg dat het zowel in water als in polaire organische oplosmiddelen oplosbaar is. Spontane ionisatie bij oplossen in water treedt niet op.

## Biochemische toepassingen
Cyanogeenbromide wordt vooral gebruikt om eiwitten te immobiliseren of in kleinere stukken te splitsen door de peptidebinding te verbreken. De stof wordt ook gebruikt om cyaanamides of andere stoffen te bereiden.

### Eiwitimmobilisatie
Cyanogeenbromide wordt vaak gebruikt om eiwitten te immobiliseren door ze te koppelen aan bijvoorbeeld agarose. Het product wordt als drager in de affiniteitschromatografie toegepast. Vanwege de eenvoud van de procedure en de zeer milde pH-omstandigheden is dit de meest toegepaste methode om deze drager te maken. Cyanogeenbromide reageert met de hydroxylgroepen in de agarose, waarbij cyanaatesters en imidocarbonaten gevormd worden. Deze groepen reageren met primaire amines in eiwitten, waarbij de koppeling tussen eiwit en agarose ontstaat.
Omdat de cyanaat-esters reactiever zijn dan de cyclische imidocarbonaten, reageert het grootste deel van de aminogroepen met de ester tot isoureumderivaten. Slechts een klein deel van de imidocarbonaten wordt omgezet tot gesubstitueerde imidocarbonaten.
De grootste nadelen van deze methode worden gevormd door de toxiciteit en de gevoeligheid voor oxidatie van cyanogeenbromide. Bovendien wordt tijdens het proces een koppeling aan agarose gerealiseerd via een isoureumbinding. Deze groep is bij neutrale pH positief geladen en daardoor instabiel. Het gevolg is ook dat isoureumderivaten zich als (zwakke) anionwisselaars gedragen.

### Eiwitsplitsing
Door cyanogeenbromide worden eiwitten gehydrolyseerd op peptidebindingen waarvan het koolstofatoom afkomstig is van een methionine-residu. Deze reactie wordt gebruikt om de grootte van polypeptiden te verminderen en in sequencing.

#### Mechanisme

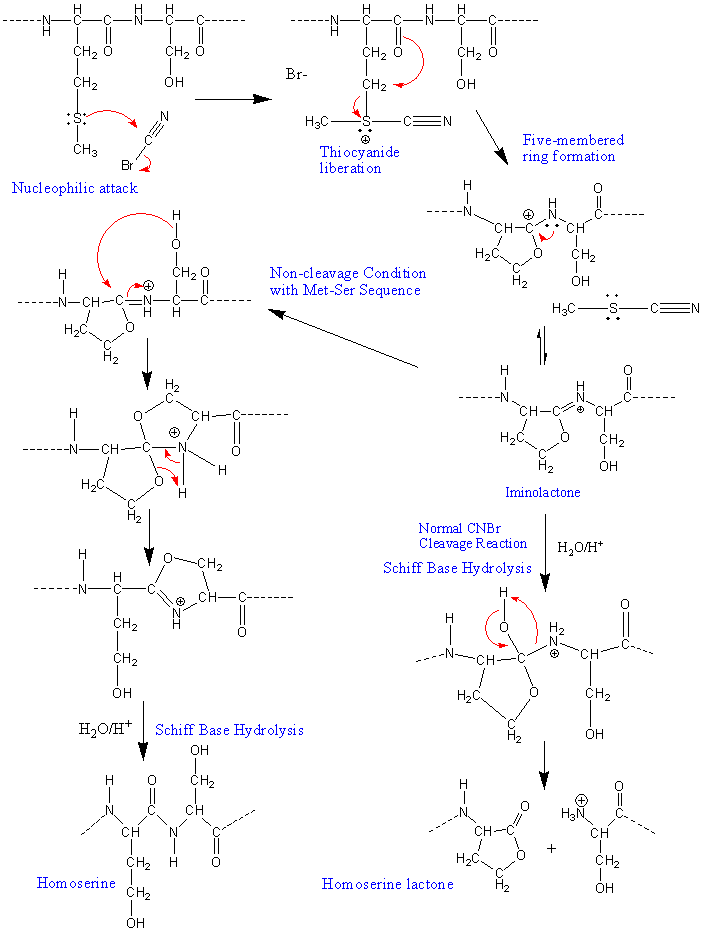
Verbreking van een peptidebinding door cyanogeenbromide.

In cyanogeenbromide wordt het koolstofatoom aan beide zijden door een elektronegatief element geflankeerd. De elektronendichtheid op broom en stikstof is daardoor groter, op koolstof juist kleiner dan gewoonlijk. Hierdoor is dit koolstofatoom veel elektrofieler dan normaal. Het koolstofatoom is gevoelig voor een nucleofiele aanval van het zwavelatoom (dat door zijn uitgebreide elektronenstructuur een zeer goed nucleofiel is). De eerste stap is een SN2-reactie, waarbij het zwavelatoom uit methionine een binding met het koolstofatoom van cyanogeenbromide vormt en broom uiteindelijk als bromide (een goede leaving group) de molecule verlaat.
De volgende stap is de vorming van een vijfring via de uitstoting van methylthiocyanaat en vorming van een carbokation. Een zesring zou uiteindelijk leiden tot de vorming van een dubbele binding tussen koolstof en stikstof in de ring. De dubbele binding in de ring zou tot een starre en minder stabiele structuur opleveren. De vorming van de vijfring heeft tot gevolg dat de dubbele binding buiten de ring ligt, hetgeen de ringstructuur soepeler maakt.
In zuur milieu ontstaat een alcoholfunctie op het koolstofatoom naast het positief gelading stikstofatoom, hetgeen leidt tot een intramoleculaire protontransfer. Dit heeft tot gevolg dat de binding tussen koolstof en stikstof gebroken wordt.
Hoewel een zwavelatoom het uitgangspunt is voor de nucleofiele aanval op het koolstofatoom, betekent dit niet dat het zwavelatoom in cysteïne zich op dezelfde wijze gedraagt als dat in methionine. Bij reactie van cyanogeenbromide met een cysteïnezwavel zal het bromide-ion het gevormde adduct deprotoneren, waardoor zwavel geen lading meer draagt. Het bèta-koolstofatoom van cysteïne zal veel minder elektrofiel zijn, waardoor de reactie van het adduct met water op de meest elektrofiele plaats (het stikstofatoom) leidt tot vorming van cyaanzuur en (onveranderd) cysteïne.

#### Reactieomstandigheden
De reactie waarbij proteïnen onder invloed van cyanogeenbromide gesplitst worden, verloopt onder invloed van 0,1 mol/L HCl of 70% mierenzuur. Dit zijn de meest gebruikte manieren. Het voordeel van zoutzuur boven mierenzuur is dat mierenzuur aanleiding kan geven tot de vorming van formiaat-esters, die interfereren met de identificatie van de eiwitten. Aan de andere kant heeft mierenzuur het voordeel dat veel proteïnen er in oplossen. Daarnaast wordt in zoutzure oplossingen methionine makkelijker dan in mierenzuur tot een sulfoxide geoxideerd. Het sulfoxide is ongevoelig voor de reactie met cyanogeenbromide. De reden hiervan kan zijn dat mierenzuur zelf een reductor is.
Als alternatieven worden soms guanidine of ureum in zoutzuur gebruikt. Deze zijn in staat de proteïne-ketens open te vouwen, waardoor methionine beter bereikbaar wordt voor cyanogeenbromide.
Opgemerkt moet worden dat water noodzakelijk is om de intermediaire iminolactonbinding te verbreken. In mierenzuur verloopt deze reactie sneller bij stijgende waterconcentraties (lagere concentratie mierenzuur) bij de splitsing van Met-Ser- en Met-Thr-bindingen, omdat de grotere hoeveelheid water beter in staat is de intramoleculaire reactie van het imine met de hydroxylgroep in de zijketens van die aminozuren te blokkeren.

#### Nevenreacties
Als methionine in de proteïneketen gevolgd wordt door serine of threonine kunnen zijreacties optreden die wel het methionine-zwavelatoom verwijderen, maar geen aanleiding geven tot splitsing van de eiwitketen. Normaal gesproken zullen, als het iminolacton eenmaal gevormd is, water en zuur met het imine reageren tot een homoserine-lacton en een nieuwe eindstandige aminegroep. De aanwezigheid van een hydroxylgroep of een thiolgroep leidt wel tot vorming van het homoserine, maar niet tot ketensplitsing.

### Organische synthese
Cyanogeenbromide heeft een groot aantal toepassingen in de synthetische organische chemie. Zoals bij de biochemische toepassingen, is ook in de organische synthese het elektrofiele karakter van het koolstofatoom de meest in het oog springende eigenschap van cyanogeenbromide. In de synthese van cyaanamiden en dicyaanamiden reageren primaire en secundaire amines met cyanogeenbromide tot mono- en di-alkylcyaanamiden, die vervolgens met amines en hydroxylamine omgezet kunnen worden in guanidines en hydroxyguanidines. In de von Braun-reactie reageren tertiaire amines met cyanogeenbromide tot digesubstituteerde cyaanamiden en een alkylbromide. Evenzo kunnen arylnitrilen, nitrilen, anhydriden en cyanaten op basis van cyanogeenbromide bereid worden.

## Toxicologie en veiligheid
Cyanogeenbromide is vochtgevoelig, maar kan onder droge omstandigheden bij 2 tot 8°C voor langere tijd opgeslagen worden.
Cyanogeenbromide is vluchtig en wordt snel opgenomen door de huid of in het maag-darmkanaal. Blootstelling met vergiftigingsverschijnselen kan dus optreden door inademen, inslikken of puur fysisch contact. De stof is acuut toxisch, maar geeft aanleiding tot een groot aantal, niet-specifieke verschijnselen. Blootstelling aan kleine hoeveelheden kunnen al tot de dood leiden.
Het onschadelijk maken van cyanogeenbromide in oplossingen met minder dan 60 g/L aan cyanogeenbromide (verdunnen indien noodzakelijk) gebeurt door het toevoegen van 1 mol/L natriumhydroxide en 1 mol/L natriumhypochloriet. In het basische natronloogmilieu wordt cyanogeenbromide tot cyanide en bromide gehydrolyseerd. Het cyanide wordt vervolgens door het hypochloriet geoxideerd tot het minder toxische cyanaation.
{\displaystyle \mathrm {CNBr\ +\ 2\ OH^{-}\ \longrightarrow \ CNO^{-}\ +\ Br^{-}\ +\ H_{2}O} }
Deze reactie is zeer exotherm (−235 kJ/mol), tot zelfs explosief, en moet dus met de grootste voorzichtigheid uitgevoerd worden.